# Elveszett kolónia
Az Elveszett kolónia (Seeker) egy 2005-ben megjelent sci-fi regény Jack McDevitt tollából. A könyv az Alex Benedict-ciklus harmadik kötete, melyet a kritikusok a sorozat legjobbjának tartanak. A Nebula-díjat is sikerült elnyernie 2006-ban, regény kategóriában.
Magyarul 2010-ben jelent meg F. Nagy Piroska fordításában a Galaktika Fantasztikus Könyvek-sorozat tagjaként.

## Cselekmény
|  | Alább a cselekmény részletei következnek! |

2688-ban két csillagközi űrhajó indult útnak, utasai a Föld orwelli teokráciája elől menekültek egy szebb új világba. Soha többé nem érkezett hír róluk.
Évezredekkel később Alex Benedictnek birtokába kerül egy csésze, amely a Keresőről származhat, az egyik űrhajóról, amely a szakadárokat vitte a fedélzetén. Mivel a megtalálóra vagyon és hírnév vár, Alex és asszisztense, Chase nyomozni kezdenek, és rá is bukkannak a sodródó hajóra egy kihalt rendszerben. Felfedezésük több kérdést vet föl, mint amennyit megválaszol, és ez veszedelmes kalandjuknak még csak a kezdete.
|  | Itt a vége a cselekmény részletezésének! |

## Magyarul
- Elveszett kolónia; ford. F. Nagy Piroska; Metropolis Media, Bp., 2010 (Galaktika fantasztikus könyvek)

## Külső hivatkozások
- A regény a Moly.hun
- A könyv a Galaktika webboltjában
- Kritika az Ekultúrán